# Akermania besucheti
Akermania besucheti là một loài chân đều trong họ Armadillidae. Loài này được Argano & Manicastri miêu tả khoa học năm 1979.